# Paraglenea atropurpurea
Paraglenea atropurpurea là một loài bọ cánh cứng trong họ Cerambycidae.